# Fuhu Ling
Fuhu Ling (chinesisch 伏虎嶺) ist ein kleiner Gebirgskamm an der Ingrid-Christensen-Küste des ostantarktischen Prinzessin-Elisabeth-Lands. Er ragt nordöstlich des Stepped Lake auf der Halbinsel Xiehe Bandao in den Larsemann Hills auf.
Chinesische Wissenschaftler benannten ihn 1989 bei Vermessungsarbeiten.